# Dimitra Arliss
Dimitra Arliss (* 23. Oktober 1932 in Lorain, Ohio; † 26. Januar 2012 in Woodland Hills, Los Angeles, Kalifornien) war eine US-amerikanische Schauspielerin.

## Leben
Arliss war griechisch-amerikanischer Abstammung. Sie begann ihre Laufbahn als Theaterschauspielerin am Goodman Theatre in Chicago. Mehrfach trat sie in New York City am Broadway auf. 1969/1970 spielte sie dort am Brooks Atkinson Theatre in dem Theaterstück Indians von Arthur Kopit die Rolle der Indianerin Teskanjavila; ihr Bühnenpartner als Buffalo Bill war Stacy Keach. Weitere Bühnenrollen am Broadway waren Eurydike in Antigone von Sophokles (1971, Vivien Beaumont Theatre) und Katherina Petkoff in Helden (1985, Circle in the Square Theatre); im letztgenannten Stück spielte sie neben Kevin Kline und John Malkovich (jeweils als Leutnant Bluntschli).  
Arliss arbeitete auch für das Kino und insbesondere für das US-amerikanische Fernsehen. In der Ganovenkomödie Der Clou (1973) verkörperte sie an der Seite von Robert Redford und Paul Newman die attraktive, aber abgebrannte Kellnerin und Auftragskillerin Loretta Salino. Sie zieht die Aufmerksamkeit der Filmfigur Johnny Hooker (Robert Redford) auf sich, soll nach einer gemeinsamen Nacht Hooker töten, wird aber kurz davor daran gehindert und stirbt selbst. In dem Film-Musical Xanadu (1980) übernahm sie die Rolle der Helen. In dem Actionfilm Firefox (1982) von Regisseur Clint Eastwood war sie die Russin Natalia. In dem Horror-Thriller Die Prophezeiung (2000) spielte sie die Rolle der seltsam-merkwürdigen Kidnapperin Dahnya.    
Arliss übernahm im Verlauf ihrer Karriere regelmäßig immer wieder Kinorollen; schwerpunktmäßig arbeitete sie jedoch auch  für das Fernsehen. Arliss spielte zahlreiche Rollen in US-amerikanischen Fernsehserien. In der Miniserie Reich und Arm (1976) hatte sie eine durchgehende Serienrolle als Maria Falconetti; sie spielte die Schwester des Gangsterbosses Arthur Falconetti. Sie war zwischen 1976 und 1979 in der Rolle der Lisa Fielding in mehreren Folgen der Krimiserie Quincy zu sehen. Für einige Folgen übernahm sie auch die Rolle der Helena Cassadine in der Seifenoper General Hospital (1993; 1996). 
Sie hatte weitere Episodenrollen und Gastrollen in den Fernsehserien Lucas Tanner (1974), Kojak – Einsatz in Manhattan (1974), Mannix (1975), und Dallas (1979). In der letztgenannten Serie verkörperte sie in einer Folge die Krankenschwester Hatton, die die Serienfigur Sue Ellen Ewing während eines Sanatoriumsaufenthalts mit Alkohol versorgt.
Arliss arbeitete auch als Synchronsprecherin. Sie sprach verschiedene Rollen in der Zeichentrickserie  Der unbesiegbare Iron Man (1994). Außerdem lieh sie der Rollenfigur Anastasia Hardy ihre Stimme in der Zeichentrickserie New Spider-Man (1996). 
Arliss starb am 26. Januar 2012 im Alter von 79 Jahren im Motion Picture & Television Fund Hospital in Los Angeles an den Folgen eines Schlaganfalls.

## Filmografie (Auswahl)
- 1971: The Ski Bum
- 1973: Der Clou (The Sting)
- 1974: Lucas Tanner (Fernsehserie, 1 Folge)
- 1974: Kojak – Einsatz in Manhattan (Fernsehserie, 1 Folge)
- 1975: Mannix (Fernsehserie, 2 Folgen)
- 1976: Reich und Arm (Fernsehserie)
- 1977: Jenseits von Mitternacht (The Other Side of Midnight)
- 1978: Der Pirat (The Pirate)
- 1979: Dallas (Fernsehserie)
- 1979: Ein perfektes Paar (A Perfect Couple)
- 1979: The Fall of the House of Usher
- 1980: Xanadu
- 1982: Firefox
- 1985: Eleni
- 1988: Onassis: The Richest Man in the World
- 1993: Im Bann der Tiefe (The Disappearance of Christina)
- 1993, 1996: General Hospital (Fernsehserie)
- 1994: Der unbesiegbare Iron Man (Stimme; Synchron)
- 1996: New Spider-Man (Stimme; Synchron)
- 2000: Die Prophezeiung (Bless The Child)